# Iglesia de Santa Marta (Barcelona)
La iglesia de Santa Marta fue una antigua iglesia de Barcelona ubicada entre la actual calle de Tapineria, la avenida de la Catedral y la Vía Layetana. Se accedía desde las calles de Riera de San Juan y de la c. de la Avellana. Adosado a ella había un hospital u hospicio dedicado a la atención de peregrinos y enfermos. Fue derribada por los trabajos de apertura de la Vía Layetana y de ella sólo se ha conservado su fachada barroca que fue trasladada a uno de los pabellones del Hospital de la Santa Cruz y San Pablo, entonces una obra de nueva construcción.

## Excavaciones
En 1920 Agustín Durán Sanpere ordenó una intervención arqueológica para poder documentar parte de una villa romana suburbana del II. De ésta se descubrieron varias habitaciones de la pars urbana, con pavimentos de mosaico. Este conjunto posteriormente es conocido como Antonio Maura, y conservado como centro museográfico. En el III, el espacio fue ocupado por una necrópolis paleocristiana. Los entierros consistieron en sepulcros construidos con tejas planas, de dos vertientes o en forma de caja, cubierta con tejas. De esta forma fueron apareciendo más sepulcros de los documentados en la otra campaña, y otros de diferentes tipologías. Pero lo que cabe destacar es la documentación de las estructuras de una villa romana del II, de la que uno de los ámbitos presentaba una pared en forma absidal y tenía un pavimento de mosaico de composición geométrica. Hacia el III esta villa parece que se destruyó y se utilizó la zona como área del cementerio. De este uso sería el mosaico policromo localizado en el límite del solar excavar, situado cronológicamente en el Vy cristiano, ya que uno de los motivos representados era un crismón en la parte central, encuadrado en una cenefa con el motivo de la trenza. Este mosaico se achacó a la cubierta de un sepulcro de un personaje ilustre. Otros sepulcros mucho más sencillos se distribuían en el área delimitada por este mosaico, todos ellos enterrados.